# Bartolomé Ferrer
Bartolomé Ferrer, también llamado Bartolomé Ferrelo (Levante español o Bilbao, 1499 – Reino de México, 1550), fue un marino, explorador y conquistador de origen genovés al servicio de la Corona española.
Participó en la expedición de Juan Rodríguez Cabrillo, que en 1543 alcanzó el punto más septentrional de la costa pacífica de los EE. UU. en port Orford (condado de Curry, Oregón) hasta la expedición de Sebastián Vizcaíno de 1602.

## Biografía
Su lugar de nacimiento es objeto de controversia. Mientras que hay fuentes que afirman que nació en algún punto del Levante español, otras fuentes sitúan su lugar de nacimiento en Bilbao. Además, Ferrer afirmó ser de origen genovés en su testamento hecho público en 1547.
Bartolomé Ferrer formó parte de la expedición Juan Rodríguez Cabrillo ordenada por el virrey de Nueva España Antonio de Mendoza y Pacheco. Su propósito era la exploración de la costa pacífica de California, siendo la primera en recorrer la costa oriental del actual estado de California de EE. UU. Ferrer desempeño el puesto de piloto y la expedición comprendía tres naves: San Salvador, la nave insignia, un galeón de 200 toneladas que Cabrillo mismo había construido, La Victoria de unas 100 toneladas, y la fragata o bergantín San Miguel con veintiséis remos.
La expedición partió el 27 de junio desde el puerto de Barra de Navidad (hoy estado de Jalisco) y acompañaban a Cabrillo marineros, soldados, indios, esclavos africanos, un sacerdote, alimentos para dos años, animales en pie y mercancías. Navegaron a lo largo de la costa hasta punta del Año Nuevo (37°10′ N), al norte del actual Monterrey. Las naves se separan debido a los fuertes vientos y tormentas y después de varios días de búsqueda se reúnen el 15 de noviembre y navegan sin rumbo, descubriendo la bahía de los Pinos, conocida actualmente como bahía de Monterrey (Monterey Bay). El 18 de noviembre navegan hacia el sur, buscando el resguardo de la bahía de la Isla San Miguel (condado de Santa Bárbara), adonde arriban el día 23. Los siguientes tres meses los pasan ahí en espera de que terminen las tormentas de invierno, reparando además las embarcaciones. Allí, alrededor de la víspera de Navidad, Cabrillo salió de su barco y se astilló la espinilla cuando tropezó con una roca irregular. La herida se gangrenó y murió el 3 de enero de 1543 y se cree que sus restos fueron sepultados en la isla Santa Catalina, frente a la ciudad de Los Ángeles.
Ferrer le sucedió en el mando de la flota y continuaron los descubrimientos hacia el norte, hasta alcanzar, según sus cálculos, la latitud 44.ºN. El frío excesivo, la falta de provisiones, las enfermedades y la insalubridad de su barco, les obligaron a regresar sin alcanzar el paralelo mencionado en sus instrucciones.
A los 40°26′ N dio cuenta de un punto destacado en tierra al que, en honor del virrey, le dio el nombre de cabo Mendocino. Más al norte, a los 42°50′ N, descubrió y bautizó el cabo Blanco, donde más tarde George Vancouver fundará Port Orford (en el actual estado de Oregón).
Desde allí regresó a Barra de Navidad, situado a 19°45′ N, adonde llegaron el 14 de abril de 1543; así Ferrer estableció que la costa era una línea continua entre esos dos puntos.
En este viaje los españoles a menudo se encontraron con los indígenas de California, quienes estaban casi desnudos, con los rostros pintados, que vivían de la pesca y habitaban grandes casas. 
El historiador neerlandés John William Last realizó una explicación completa de la expedición en History of the Indias. Sin embargo, varios de los hechos descritos por el autor neerlandés fueron corregidos por Wilhelm von Humboldt, en su trabajo sobre México, por tratarse de relatos extraídos de otras obras españolas, basando sus correcciones en algunos documentos que tuvo ocasión de examinar en México.